# Sån ka det gå
|  | Denne artikel er oprettet af botten Steenthbot ud fra en ekstern database. Den kan derfor have sproglige fejl eller mangler. Denne skabelon kan fjernes efter kontrol af indholdet. |

Sån ka det gå er en dansk animationsfilm fra 1984 instrueret af Søren Skjær og Marie Louise Lauridsen efter deres manuskript.

## Handling
To børn står op en morgen. De koger æg, men de bliver for hårde, fordi det gamle ur på væggen ikke længere er til at stole på. Børnene opsøger en urmager ude på landet. Ved besøget viser den gamle håndværker, hvordan han arbejder. Børnene drager af sted igen med et repareret ur

## Medvirkende
- Lars Larsen
- Mads Skjær
- Rasmus Skjær
- Eyvind Skjær